# Wąsal szkarłatny
Wąsal szkarłatny (Pogonornis bidentatus) – gatunek średniej wielkości ptaka z rodziny tukanowatych (Ramphastidae). Występuje w centralnej Afryce. Nie jest zagrożony wyginięciem. Przez niektórych autorów bywa umieszczany w rodzaju Lybius.

## Morfologia
Długość ciała wynosi 22–25 cm, zaś jego masa 72–120 g. Skrzydło mierzy 96–107 mm, skok 29–32 mm, zaś ogon 73–82 mm.
Dziób gruby, kremowy. Na górnej szczęce, w połowie długości, znajdują się dwa płaskie wyrostki skierowane w dół (czemu gatunek zawdzięcza swą angielską nazwę, Double-toothed Barbet). Obecna żółta lub biała obrączka oczna, zaś za okiem jasny trójkątny pas nagiej skóry łączący się z obrączką oczną. Wierzch głowy czarny w cienkie, czerwone pasy, zaś pierś, spód ciała i boki szyi czerwone. Pozostała część głowy czarna, podobnie jak i broda, boki ciała (z wyjątkiem białej plamy z przodu) oraz wierzch ciała. Kuper biały. Skrzydła czarne z wyjątkiem czerwonych pokryw I rzędowych. Sterówki czarne. Nogi różowoszare.

## Podgatunki i zasięg występowania
Wyróżnia się następujące podgatunki:
- P. b. bidentatus (Shaw, 1799) – Gwinea Bissau do wschód do Kamerunu i na południe do północno-zachodniej Angoli
- P. b. aequatorialis (Shelley, 1889) – Republika Środkowoafrykańska do centralnej Etiopii na południe do północnej Demokratycznej Republiki Konga oraz północno-zachodniej Tanzanii

Proponowane podgatunki friedmanni (od południowego Kamerunu do Kabindy w północnej Angoli) oraz aethiops (Etiopia) zostały zsynonimizowane z podgatunkiem aequatorialis.

## Behawior
Przebywa w parach lub małych grupach. Żeruje na wysokości do 10 m w małych grupach. Żywi się mrówkami, chrząszczami, termitami, owocami palm, awokado, papryką i figami.

## Lęgi
Okres lęgowy trwa od maja do sierpnia. Gniazduje kooperatywnie w dziupli na wysokości 2–20 m; wejście do niej jest bronione. Wejście ma średnicę około 5 cm, zaś głębokość do 46 cm. Gniazdo znalezione w Ugandzie w 1964 roku cechowały następujące wymiary: szerokość wejścia 37 mm, średnica wewnętrzna dziupli 88 mm, zaś jej głębokość 40,6 cm. W lęgu 2–4 białe jaja o wymiarach 27×19 mm. Inkubacja trwa 13 dni, wysiadują oba ptaki z pary. Młode są w pełni opierzone po 46 dniach od wyklucia. Wieczorem młode powracają do dziupli, by pilnować wejścia.

## Status
Międzynarodowa Unia Ochrony Przyrody (IUCN) uznaje wąsala szkarłatnego za gatunek najmniejszej troski (LC, Least Concern) nieprzerwanie od 1988 roku. Liczebność populacji nie została oszacowana, ale ptak ten opisywany jest jako szeroko rozpowszechniony i dość pospolity. BirdLife International uznaje trend liczebności populacji za spadkowy ze względu na utratę siedlisk leśnych.